# 都市計画道路平沼和戸線
都市計画道路平沼和戸線（としけいかくどうろ ひらぬまわどせん）は、埼玉県久喜市の都市計画道路である。

## 概要
- 開通：1974年（昭和49年）
- 管理：1974年（昭和49年）から久喜市で管理
- 起点・終点の自治体
  - 埼玉県久喜市（起点）
  - 久喜市（終点）
- 通過する自治体
  - 久喜市
- 制限速度：全区間40 km/h
- 愛称として「けやき通り」とも称される。

平沼土地区画整理事業が行われた際に整備され、1974年（昭和49年）に開通した都市計画道路である。平沼土地区画整理事業により名付けられた「青葉」という地名にちなみ、歩道にはケヤキが約250本植樹されている。このため愛称として「けやき通り」と称されている。また1991年（平成3年）3月29日にはふるさとの並木道に指定されている。都市計画上では「3・4・9平沼和戸線」となっており、幅員は16 mである。
2018年（平成30年）度から、けやき通りと図書館通りとの交差点から南に向かって宮代町の都市計画道路備中岐橋通り線に至る区間の事業が着手されており、2022年（令和4年）3月の完成が目標とされている。建設地付近では「NPO法人久喜の自然を愛する会」により自然観察会が行われており、絶滅危惧種であるオグルマなどが植生している。

## 主な交差する道路
| 供用区間 - 埼玉県道153号幸手久喜線（幸手新道・久喜新道） - さるすべり通り（市道） - 青葉中央通り（市道） - 青葉さくら通り（市道） - 図書館通り（市道） | 未開通区間 - 都市計画道路久喜東停車場線（久喜駅東口大通り、延伸予定） - 埼玉県道85号春日部久喜線 |

## 主な交差する河川
| 供用区間 - 青毛堀川（吉羽大橋） | 未開通区間 - 新規堀用水 - 中堀落川 - 中落堀川 |

## 沿道（周辺）の主な施設
| 供用区間 - 久喜市立久喜東中学校 - 朝日自動車久喜営業所 - 久喜青葉団地（童謡の小道） - 久喜市立青葉小学校 | 未開通区間 - 諏訪神社 - 吉羽天満宮 - 古利根川水循環センター - 首都圏中央連絡自動車道 - 宮代町総合運動公園 - 久喜市立久喜東小学校 |